# Louise Jensen
Louise Jensen (19. marts 1972, Hirtshals – 16. september 1994, Cypern) var en dansk rejseguide for Star Tour på Cypern, der blev bortført, voldtaget og dræbt af tre britiske soldater; Allan Ford (1968), Justin Fowler (1968), og Geoffrey Pernell (1970).
Om natten den 16. september 1994 kørte Louise Jensen med sin cypriotiske kæreste på motorcykel, da de blev kørt ned af de tre fulde mænd i en militærjeep. Mændene, der var blevet udstationeret på Cypern med deres enhed Royal Green Jackets, slog den cypriotiske kæreste omkuld og kørte væk med Louise i jeepen. Dernæst voldtog de hende på skift, hvorefter de gentagne gange slog hende i hovedet med en spade indtil hun døde. Liget gravede de ned i en lille fordybning. Først flere dage senere blev liget af Louise Jensen fundet. Hun var da så medtaget af mishandlingen og dagene i solen, at hun kun kunne identificeres ved en sølvring hun bar på fingeren.
Den 27. marts 1996 blev de tre mænd dømt skyldig i bortførelse, voldtægt og drab og dømt til livsvarigt fængsel. Dommerne beskrev forbrydelserne som "umenneskelige i deres planlægning og vulgære i deres udførelse.". I 1998 nedsatte en appeldomstol straffen til 25 års fængsel, da retten fandt det en formildende omstændighed, at mændene var berusede og ikke tidligere var straffet.
De fik yderligere nedsat straffen efter god opførsel, og i sommeren 2006 begyndte de cypriotiske myndigheder at forberede deres løsladelse. Louise Jensens forældre, de danske myndigheder og den daværende danske justitsminister (Lene Espersen) forsøgte forgæves at forhindre løsladelsen, og i august 2006 var alle tre blevet løsladt og deporteret tilbage til Storbritannien – de havde da tilbragt omkring 12 år i fængsel.
Louise Jensen blev 22 år, hun efterlod sine forældre og en bror.

## References
1. ↑  Parents vent fury at early release of daughter's killers, The Guardian, 19. august 2006 (engelsk)
2. ↑  Nedsat straf til britiske soldater, Dagbladet Information, 1. december 1998
3. ↑  Minister vil forhindre benådning Arkiveret 16. februar 2007 hos  Wayback Machine, Danmarks Radio, 11. april 2006
4. ↑  Britisk soldat løsladt på Cypern, Danmarks Radio, 14. august 2006